# Sōsuke Ikematsu
Sōsuke Ikematsu (池松 壮亮, Ikematsu Sōsuke), né le 9 juillet 1990 à Fukuoka, est un acteur japonais qui joue dans des films, des séries TV ainsi que des pièces de théâtre. Son rôle le plus connu est le personnage de Higen, le neveu du samouraï Katsumoto dans le film Le Dernier Samouraï (2003).

## Filmographie

### Cinéma
- 2003 : Le Dernier Samouraï (The Last Samurai) d'Edward Zwick: Higen
- 2005 : Otoko-tachi no Yamato : Atsushi
- 2005 : Tetsujin niju-hachigo : Shotaro
- 2006 : Yoru no pikunikku : Junya Sakaki
- 2006 : Udon as Shota Mizusawa
- 2006 : Yoru no pikunikku as Junya Sakaki
- 2007 : Aoki Ôkami: chi hate umi tsukiru made
- 2008 : Sunadokei as Daigo Kitamura
- 2008 : Dive!
- 2009 : Ike chan to boku
- 2010 : Forget Me Not (en) (信さん・炭坑町のセレナーデ, Shin-san tankōmachi no serenāde?) de Hideyuki Hirayama
- 2010 : Hanbun no tsuki ga noboru sora (半分の月がのぼる空?) de Yoshihiro Fukagawa (ja)
- 2014 : Pale Moon (紙の月, Kami no tsuki?) de Daihachi Yoshida : Kōta Hirabayashi
- 2016 : Après la tempête (海よりもまだ深く, Umi yori mo mada fukaku?) de Hirokazu Kore-eda : le collègue détective
- 2018 : Une affaire de famille (万引き家族, Manbiki kazoku?) de Hirokazu Kore-eda : Monsieur 4, client du peep-show
- 2018 : Killing (斬、, Zan?) de Shin'ya Tsukamoto
- 2019 : Machida-kun no sekai (町田くんの世界?) de Yūya Ishii
- 2019 : L'Infirmière (よこがお, Yokogao?) de Kōji Fukada : Kazumichi, le petit ami de Motoko
- 2019 : Katsuben (カツベン！?) de Masayuki Suo : Buntarō Futagawa
- 2021 : Rendez-vous à Tokyo (ちょっと思い出しただけ, Chotto omoidashita dake?) de Daigo Matsui (ja) : Teruo Sako
- 2023 : Shin Kamen Rider de Hideaki Anno : Takeshi Hongō / Sauterelle-Aug N°1 / le Kamen Rider
- 2024 : My Sunshine (ぼくのお日さま, Boku no ohisama) de Hiroshi Okuyama : Arakawa

### Télévision
- 2006 : Shinsengumi!! Hijikata Toshizô saigo no ichi-nichi : Ichimura Tetsunosuke (TV)
- 2007 : Gin to Kin : Tetsuo Morita (TV)
- 2010 : Tomehane! Suzuri koukou shodoubu (TV)